# 庫斯胡羅伊爾卡山
9°56′36″S 77°29′22″W / 9.94333°S 77.48944°W
庫斯胡羅伊爾卡山（Kushuru Hirka），是秘魯的山峰，位於該國北部安卡什大區，由科塔帕拉科區和塔帕科查區負責管轄，屬於內格拉山脈的一部分，海拔高度4,600米。